# Janitz (Adelsgeschlecht)

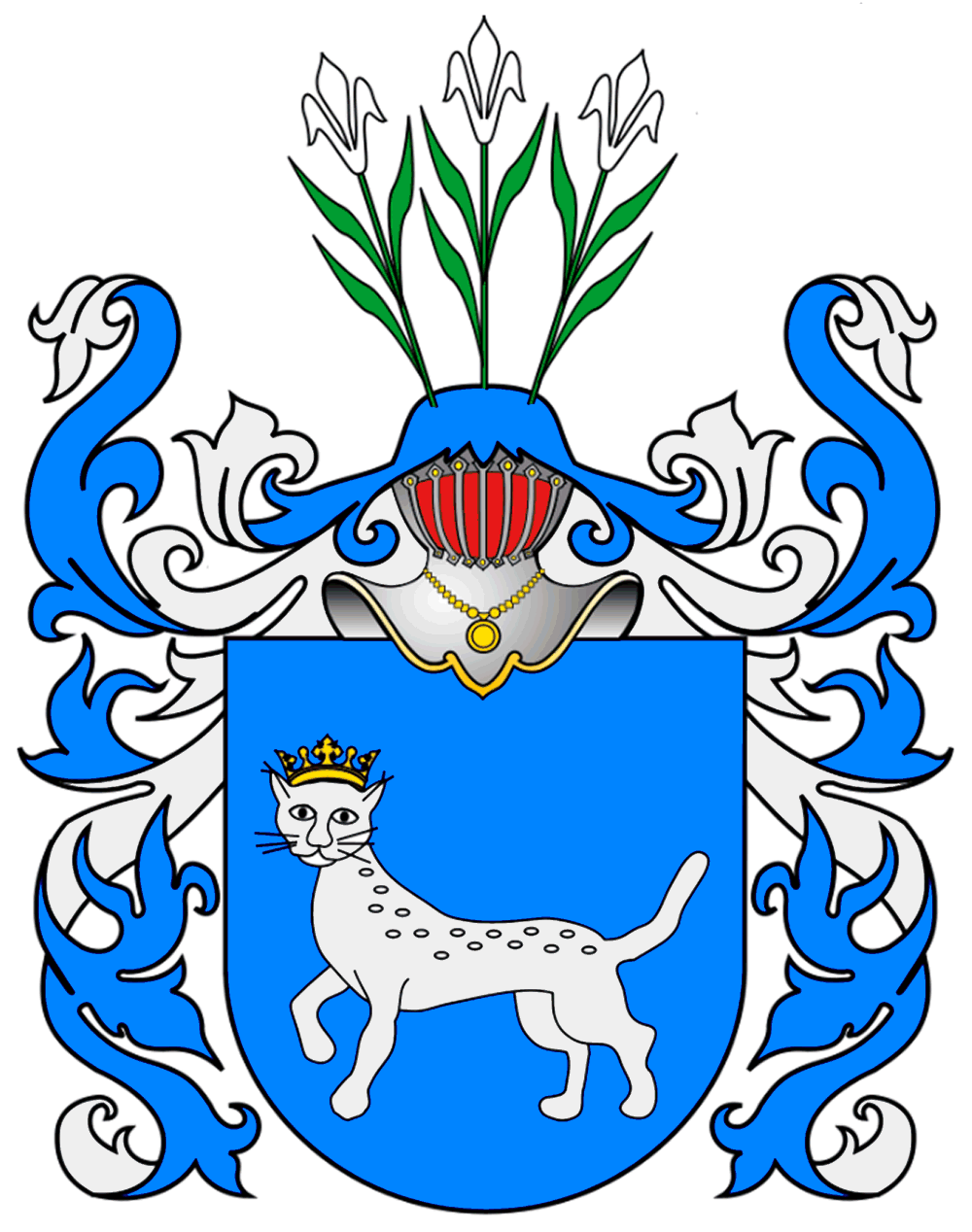
Wappen Ryś (Janicz)

Janitz (auch Janitz, Janzen, Jantz oder Janicz sowie den Beinamen Lipowski) ist der Name eines erloschenen hinterpommerschen, auch in Westpreußen verbreiteten Adelsgeschlechts.

## Geschichte
Das Geschlecht gehörte zu den älteren Adelsfamilien des späteren Kreises Stolp, wo auch sämtliche pommerschen Landgüter lagen. Nach ihrem dortigen Stammgut Liepen entlehnten die von Janitz ihren Beinamen Lipowski. Die urkundliche Ersterwähnung erfolgte jedoch 1419 mit dem Verkauf von Lossin.
Johann Moritz von Janitz vermählte sich mit Marie Magdalene Gräfin von Marck-Schleiden († vor 1677). Mit dem preußischer Rittmeister beim Freikorps „Bosniaken“ und Oberforstmeister ist die pommersche Linie im Mannesstamm erloschen. In Westpreußen ist mit einem Kapitän a. D. von Janitz-Lipowski († 14. März 1838) der letzte bekannte Sohn der Familie verstorben. Nach 1846 sind keine Angehörigen mehr bekannt.

## Grundbesitz
Zu den pommerschen Landgütern, welche zeitweise im Besitz der Familie waren, zählten Brenkenhofthal und Papsteinthal (um 1787), Liepen (1523–1780), Lossin (bis 1419), Reitz (anteilig und verpfändet um 1655), Schorin A (um 1655), Sorchow (seit 1688 anteilig und 1780–1806 ganz), Wussecken (anteilig um 1717). In Pommerellen respektive Westpreußen streute der Gutsbesitz. Hierzu zählten neben weiteren Damerau (um 1770) im Kreis Schlochau, Gnesdau (um 1794) im Kreis Putzig, Klein Turze (um 1773) Kreis Preußisch Stargard, Zalensee (um 1713) und Zurromin (um 1777) im Kreis Karthaus.

## Angehörige
- Friedrich von Jantzen, 1580 Amtshauptmann in Preußisch Holland[3]
- Johann Dietrich von Janitz (1742–1806), preußischer Rittmeister und Oberforstmeister

## Wappen

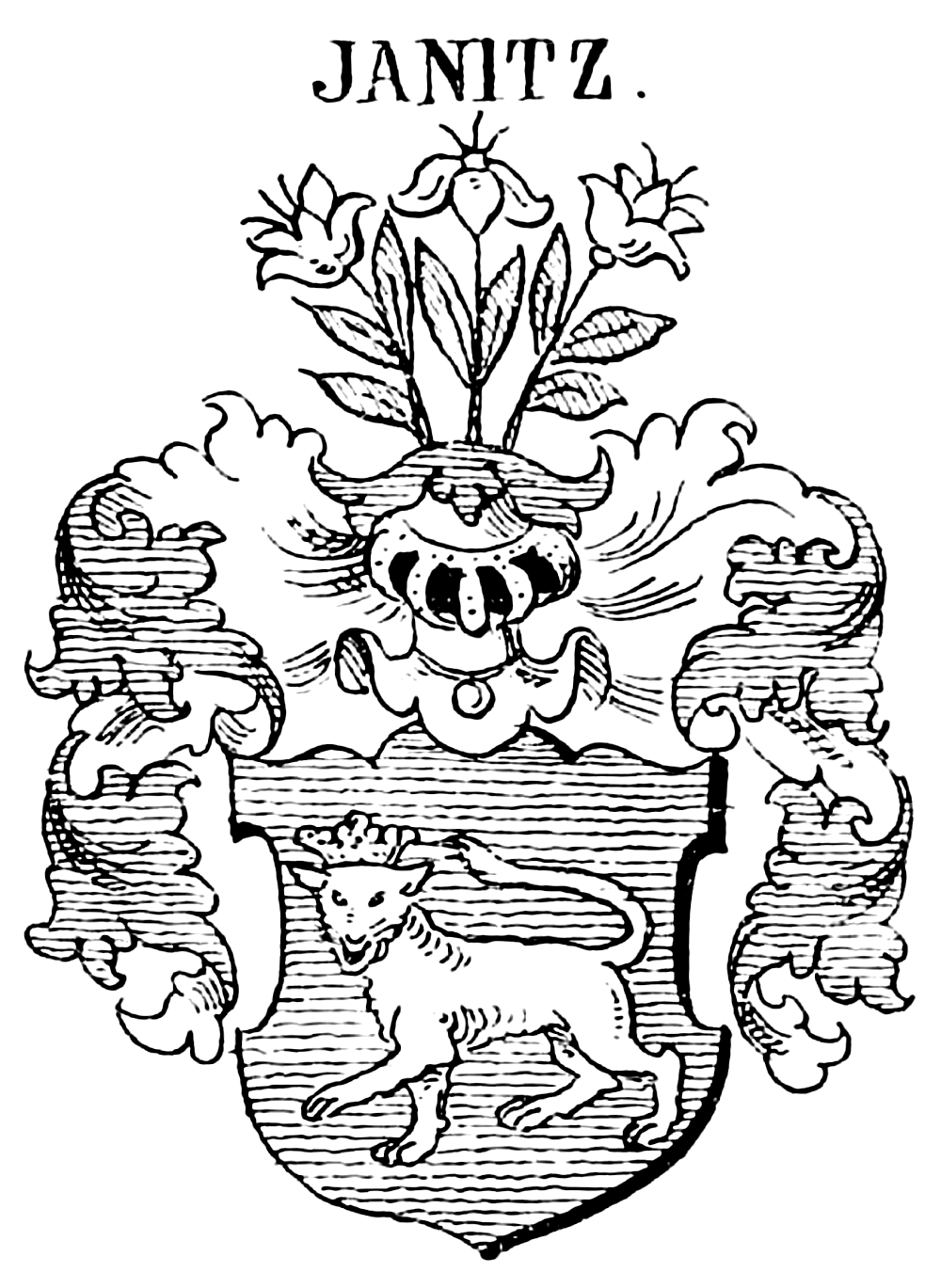
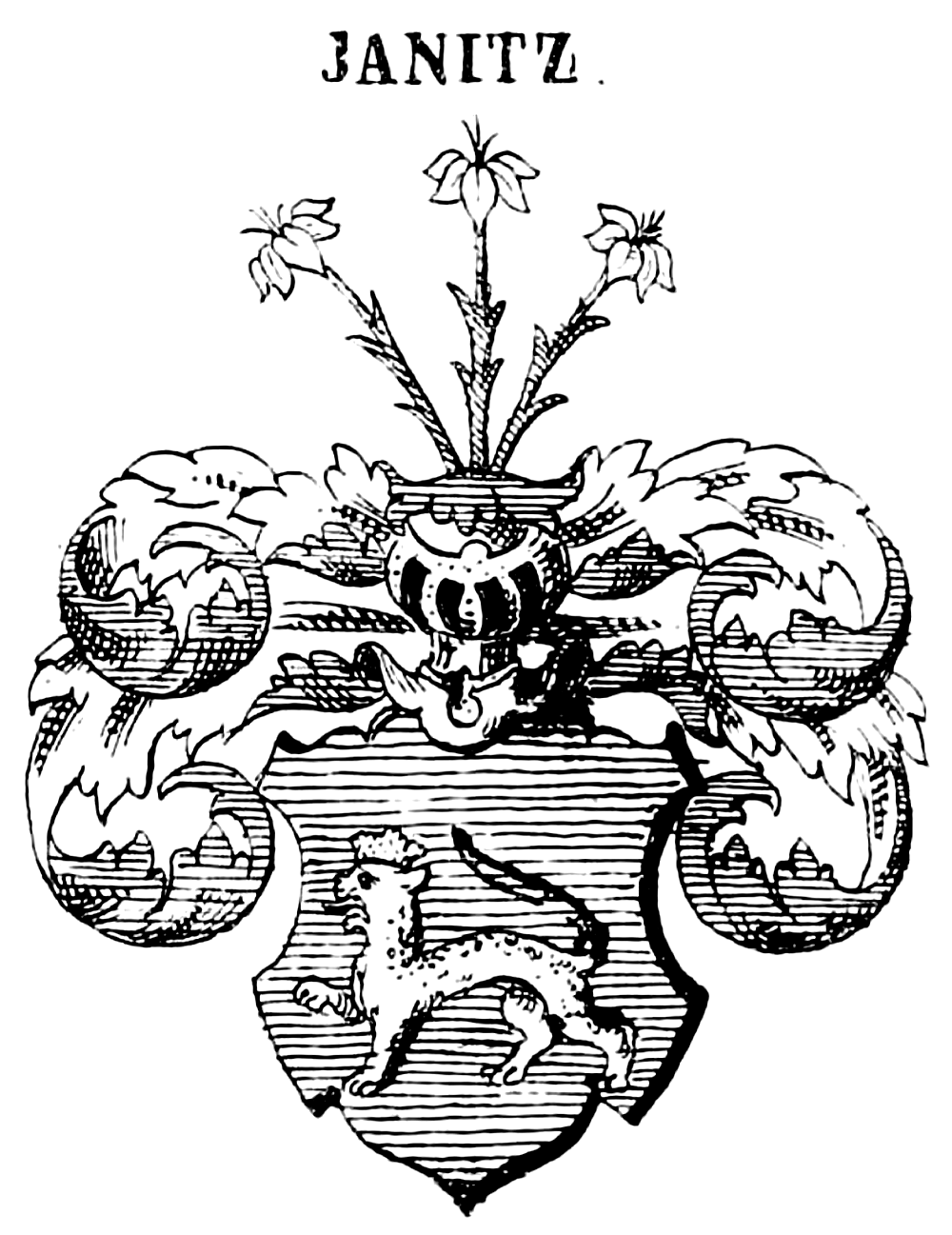

Das der Wappengenossenschaft Ryś zugehörige Wappen zeigt in Blau einen rechtshin schreitenden gekrönten Luchs. Auf dem Helm mit blau-silbernen Decken drei silberne Lilien an grünen Stängeln.
Darstellungen in Siebmachers Wappenbüchern